# Canal latéral à l’Oise
Der Canal latéral à l’Oise (deutsch Oise-Seitenkanal) ist ein französischer Schifffahrtskanal, der in der Region Hauts-de-France verläuft.

## Geographie
Der Kanal ist Teil eines überregionalen Binnenwasserweges, der den Großraum Paris mit Nordwestfrankreich, Belgien und dem Ärmelkanal verbindet. Diese Strecke setzt sich aus folgenden Wasserwegen zusammen:
- Seine – als kanalisierter Fluss
- Oise – als kanalisierter Fluss
- Canal latéral à l’Oise
- Canal du Nord
- Großschifffahrtsweg Dünkirchen-Schelde

## Verlauf und technische Infrastruktur
Der Canal latéral à l’Oise beginnt bei Chauny, wo er Anschluss an den Canal de Saint-Quentin (deutsch: Kanal von Saint-Quentin) hat. Er mündet beim Ort Janville knapp nördlich von Compiègne in den Fluss Oise, der ab dort bis zu seiner Einmündung in die Seine mit Schiffen befahren werden kann. In Pont-l’Évêque, nahe Noyon, trifft er auf den Canal du Nord (deutsch:Nord-Kanal), bei Abbécourt zweigt der Canal de l’Oise à l’Aisne (deutsch:Oise-Aisne-Kanal) ab, der eine Verbindung in den Osten und Süden Frankreichs ermöglicht.
Er ist ein Kanal vom Typus Seitenkanal, begleitet auf einer Länge von 35 Kilometern den Fluss Oise und überwindet dabei einen Höhenunterschied von etwa 13 Metern mit Hilfe von vier Schleusen. Diese sind im oberen Abschnitt für Schiffe der Freycinet-Klasse und ab Einmündung des Canal du Nord auch für größere Schiffe befahrbar (grand gabarit).

### Koordinaten
- Ausgangspunkt des Kanals: 49° 36′ 25″ N, 3° 13′ 22″ OKoordinaten: 49° 36′ 25″ N, 3° 13′ 22″ O
- Endpunkt des Kanals: 49° 27′ 47″ N, 2° 51′ 50″ O

### Durchquerte Départements
- Aisne
- Oise

### Orte am Kanal
- Chauny
- Abbécourt
- Pont-l’Évêque
- Noyon
- Ribécourt-Dreslincourt
- Thourotte
- Janville

## Geschichte
Mit den Bauarbeiten wurde im Jahre 1823 begonnen, die Inbetriebnahme erfolgte 1831. Die Schleusen wurden ursprünglich nach der Becquey-Norm erbaut und später auf Freycinet-Abmessungen umgerüstet. Im Zuge der Errichtung des Canal du Nord mussten alle Schleusen nochmals auf ein einheitliches Maß umgebaut werden, das für die heutigen Anforderungen jedoch völlig ungenügend ist.

## Wirtschaftliche Bedeutung
Die Frachtschifffahrt zwischen dem Seine-Becken und den großen Häfen am Atlantik in Nordfrankreich, Belgien und den Niederlanden ist auch heute von großer Bedeutung. Der bestehende Wasserweg entspricht aber keineswegs den heutigen Anforderungen.
Im Rahmen der Europäischen Union wurde das Projekt Canal Seine-Nord Europe (CSNE) in den Verkehrswegeplan aufgenommen, das die Neuerrichtung eines 106 km langen Kanals in Süd-Nord-Richtung durch Nordfrankreich zwischen den Einzugsgebieten der Flüsse Seine und Schelde vorsieht. Zwischen Compiègne und Noyon soll der vorhandene Oise-Seitenkanal ausgebaut werden, bis auf einen Neubauabschnitt zwischen Thourotte und Ribécourt-Dreslincourt. Ab Noyon ist eine völlig neue Trasse geplant. Schiffe bis zur Kategorie Vb (Schubverband mit zwei Leichtern) sollen die neue Binnenwasserstraße befahren können. Mit den ersten Bauarbeiten wurde im September 2022 begonnen.